# Andrzej Szajna
Andrzej Szajna (ur. 30 września 1949 we Wrocławiu, zm. 22 stycznia 2024) – polski gimnastyk, olimpijczyk, mistrz Europy, wielokrotny mistrz Polski, zawodnik Zawiszy Bydgoszcz.

## Kariera
W roku 1975 zdobył tytuł mistrza Europy, a w 1974 dwa brązowe medale mistrzostw świata. Trzykrotnie reprezentował Polskę na igrzyskach olimpijskich – w Monachium 1972, w Montrealu 1976 oraz w Moskwie 1980. Został pochowany 25 stycznia 2024 na cmentarzu Nowofarnym w Bydgoszczy.